# Hoàng đế Latinh
Dưới đây là danh sách các vị hoàng đế Latinh của Constantinopolis

## Danh sách
| Hoàng đế                                                      | Chân dung | Sinh                                                                                                  | Đăng quang                                                                    | Kết hôn | Mất                                                  |
| ------------------------------------------------------------- | --------- | --- | ----------------------------------------------------------------------------- | --- | ---------------------------------------------------- |
| Baudouin I 1204–1205                                          |           | Tháng 7 năm 1172 con trai của Baudouin V, Bá tước của Hainault và Margaret I, Nữ bá tước của Flanders | 16 tháng 5 năm 1204 tại Hagia Sophia trị vì từ ngay 9 tháng 5                 | Marie của Champagne 6 tháng 1 năm 1186 2 con gái                                                                                              | 1205 có lẽ tại Tsarevets, Bulgaria khoảng 33 tuổi    |
| Henri 1206–1216                                               |           | kh. 1174 con trai của Baudouin V, Bá tước của Hainault và Margaret I, Nữ bá tước của Flanders         | 20 tháng 8 năm 1206 trị vì kể từ tháng 7                                      | (1) Agnes của Montferrat 4 tháng 2 năm 1207 1 con (2) Maria của Bulgaria 1213 không con cái                                                   | 11 tháng 6 năm 1216 khoảng 42 tuổi                   |
| Pierre 1216–1217                                              |           | kh. 1155 con trai của Peter và Elizabeth de Courtenay                                                 | 9 tháng 4 năm 1217 tại một nhà thờ ở ngoại ô thành Roma trị vì kể từ năm 1216 | (1) Agnes của Nevers 1 con gái (2) Yolande của Flanders 10 con                                                                                | 1219 khoảng 64 tuổi                                  |
| Yolande (nhiếp chính) 1217–1219                               |           | 1175 con gái của Baudouin V, Bá tước của Hainault và Margaret I, Nữ bá tước của Flanders              |                                                                               | Pierre, Hoàng đế Latinh 10 con | Tháng 8 năm 1219 44 tuổi                             |
| Conon de Béthune (nhiếp chính) 1219                           |           | trước năm 1160                                                                                        |                                                                               | | 17 tháng 12 năm 1219                                 |
| Giovanni Colonna (nhiếp chính) 1220–1221                      |           | kh. 1170                                                                                              |                                                                               | | 28 tháng 1 năm 1245                                  |
| Robert I 1221–1228                                            |           | con trai của Pierre II de Courtenay, Hoàng đế Latinh và Yolande của Flanders, Hoàng hậu Latinh        | ngày 25 tháng 3 năm 1221                                                      | Quý bà Neuville 1227 không con cái | Tháng 1 năm 1228 Morea, Lãnh địa Achaea              |
| Jean (trưởng đồng hoàng đế cho ấu chúa Baudouin II) 1229–1237 |           | kh. 1170 con trai Érard II de Brienne và Agnes de Montfaucon                                          |                                                                               | (1) Hoàng hậu Maria của Jerusalem 14 tháng 9 năm 1210 1 con gái (2) Stephanie của Armenia 1 con trai (3) Berengaria của León 1224 4 người con | 27 tháng 3 năm 1237 khoảng 67 tuổi                   |
| Baudouin II 1228–1261                                         |           | 1217 con trai của Pierre II de Courtenay, Hoàng đế Latinh và Yolande của Flanders, Hoàng hậu Latinh   | 15 tháng 4 năm 1240 trị vì từ 1228                                            | Marie của Brienne 1234 một con trai | Tháng 10 năm 1273 Napoli, Vương quốc Sicilia 43 tuổi |